# Dejan Stefanović
Dejan Stefanović (en serbe en écriture cyrillique : Дејан Стефановић), né le 28 octobre 1974 à Vranje, est un footballeur international serbe. Il évoluait au poste de défenseur central.

## Clubs
- 1992-1995 : Étoile rouge de Belgrade
- 1995-1999 : Sheffield Wednesday
- 1999-2003 : Vitesse Arnhem
- 2003-2007 : Portsmouth
- 2007-2008 : Fulham
- 2008-2009 : Norwich City

## Palmarès
- 23 sélections en équipe de Yougoslavie entre 1995 et 2003.
- Première sélection internationale : Hong Kong - Yougoslavie : 1-3, le 31 janvier 1995
- Champion de Yougoslavie en 1995 avec l'Étoile rouge de Belgrade
- Vainqueur de la Coupe de Yougoslavie en 1995 avec l'Étoile rouge de Belgrade